# El Chavo del Ocho
El Chavo del Ocho (no Brasil, Chaves), ou El Chavo, é um seriado de televisão de comédia mexicano escrito, dirigido e estrelado por Roberto Gómez Bolaños (conhecido como Chespirito) com produção da Televisa. Exibido primeiramente no Canal 8 e depois no Canal 2, o roteiro veio de um esquete escrito por Bolaños, em que uma criança de oito anos discutia com um vendedor de balões em um parque (interpretado por Ramón Valdés). Bolaños deu importância ao desenvolvimento dos personagens, aos quais foram distribuídas personalidades distintas. Desde o início, seu criador percebeu que o seriado seria destinado ao público de todas as idades, mesmo se tratando de adultos interpretando crianças. O elenco principal é composto por Roberto Gómez Bolaños, Carlos Villagrán, Ramón Valdés, Florinda Meza, María Antonieta de las Nieves, Édgar Vivar, Rubén Aguirre, Angelines Fernández, Horacio Gómez e Raúl Padilla.
O sucesso de El Chavo del Ocho foi tanto que, em 1973, foi distribuído em vários países da América Latina, obtendo altos índices de audiência. Estima-se que no mesmo ano, foi visto por mais de 8,3 milhões de telespectadores a cada dia. Devido à popularidade, o elenco realizou turnês internacionais que compreenderam vários países nos quais era transmitido à época, numa série de apresentações onde dançavam e atuavam no palco ao vivo. No final de 1978, Villagrán deixou o programa, devido a conflitos sobre a autoria de seu personagem Kiko, e meses depois, Valdés fez o mesmo, por razões pessoais. Valdés, no entanto, retornou ao programa pouco tempo depois. A última transmissão do seriado foi em 7 de janeiro de 1980, entretanto continuou como um quadro do programa Chespirito até 12 de junho de 1992. A frequente ocorrência de expressões idiomáticas mexicanas tornou El Chavo del Ocho muito difícil de traduzir para outras línguas, exceto para o português, que é muito similar ao espanhol. Bolaños considerou que o impacto da série em outros países era devido ao sucesso de El Chapulín Colorado.
No que diz respeito ao enredo, o seriado obteve uma recepção essencialmente negativa nas suas primeiras exibições, já que o conteúdo era classificado como "grotesco", "idiota", "fútil", "alienante" e "não recomendável". Um dos temas que mais críticas negativas levantou, foi a violência explícita através de golpes e insultos entre alguns dos personagens. Contudo, outros meios garantiram um aspecto positivo de El Chavo del Ocho que era a utilização de "situações universais" com as quais o público pode se identificar facilmente, independentemente da idade e nacionalidade.
Apesar de sua conclusão no início da década de 1990, a série foi transmitida continuamente em vários países até 2020, ano em que foi encerrado o acordo entre o Grupo Chespirito e a Televisa. Em 2011, tinha-se conhecimento de vinte países que ainda o transmitiam como parte de sua programação regular. Em 2006, foi estreada a sua versão em desenho animado, um programa baseado nesta série, cujo criador e produção são os mesmos. Nesta versão, Chiquinha não faz nenhuma aparição já que sua intérprete María Antonieta de las Nieves enfrentou Bolaños por direitos autorais. Entre alguns produtos derivados do programa, incluem o livro El diario del Chavo del Ocho, a série de desenho animado El Chavo Animado e o musical derivado El Chavo animado - Show en vivo (estreado em 2010), um videogame para Wii lançado em 2012, assim como aplicativos para Facebook e dispositivos móveis da Apple. A cultura popular de El Chavo del Ocho continua com o status de ser um dos melhores programas de entretenimento, um dos mais reconhecidos e continua sendo uma das séries com mais sucesso na televisão latino-americana.

## Enredo
| “                                        | Este personagem era o melhor exemplo de inocência e da ingenuidade próprias de um garoto, e o mais provável é que essas características tenham gerado o grande carinho que o público sentia por ele. O espectador desconhece o nome verdadeiro de Chaves, assim como desconhece quem vive com ele na casa de número oito do cortiço. | ” |
| — Bolaños sobre o protagonista da série. | |   |

El Chavo del Ocho é uma comédia de situação que aborda as interações de um grupo de pessoas que moram em uma vila. O protagonista, Chaves, é um garoto órfão de oito anos que muitas vezes, enfrenta problemas com adultos, incluindo Seu Madruga, Dona Florinda e Dona Clotilde devido a mal-entendidos, distrações ou travessuras. Ele também convive com seus amigos Quico e Chiquinha, que são da mesma faixa etária. Muitas vezes, Chaves é encontrado em um barril de madeira, segundo o próprio personagem, é apenas um esconderijo, na verdade ele mora na casa de número 8. Praticamente, a trama se desenrola nesta vila, que tem como proprietário Seu Barriga, e os moradores Seu Madruga, Dona Neves e Chiquinha (na casa 72), Dona Clotilde, apelidada de Bruxa do 71 por sua aparência e o número de sua residência, na casa 14 vivem Dona Florinda e seu filho Quico. Glória e sua sobrinha Paty permanecem um período na casa 24, e posteriormente, Jaiminho. Dona Edwiges (apelidada de Louca da Escadaria devido à sua casa se situar no alto de uma escada) também morou lá.
Na história também existem outros segmentos que ocorrem noutros locais fora da vila, tais como o lote vazio de treinamento de futebol americano; um hotel em Acapulco; o restaurante de Dona Florinda, que é um antigo bar comprado por ela e a escolinha do Professor Girafales, onde as crianças estudam e se interagem com outros garotos, entre eles, o distraído Godinez, o intelectual Nhonho, filho de Barriga e a sobrinha de Florinda, Pópis.

## História

### Antecedentes
Após colaborar com o programa Cómicos y canciones como escritor e ator ocasional, o mexicano Roberto Gómez Bolaños, mais conhecido como Chespirito, estreou no canal 8 (XEQ-TV) com a série El ciudadano Gómez produzida pela Televisión Independiente de México, no qual atuava junto com Rubén Aguirre (que anteriormente participava de El club del Chori). Embora este foi transmitido em 1968, Bernardo Garza Sada, proprietário do canal 8, decidiu adiar indefinidamente sua transmissão com o motivo de "tê-lo preparado para uma competição futura com canal 2 (XEW-TV), emissora rival do Telesistema Mexicano". El ciudadano Gómez retornou sua transmissão em 1970.
Durante este período, o produtor Sergio Pena, também do mesmo canal, convidou Gómez Bolaños para o programa Sábados de la fortuna que durava oito horas e continha segmentos de variedades temáticas, tais como atos de magia, concursos e bailes. Seu trabalho consistia em criar novas esquetes de meia hora de duração. Grande parte destes segmentos cômicos eram conhecidos como chespirotadas, uma referência a seu apelido. Uma delas foi intitulada La mesa cuadrada, o que não obstante adotaria o nome Los supergenios de la mesa cuadrada. Lá, atuava Ramón Valdés como Ingeniebrio Ramón Valdés Tirado Alanís, Aguirre como Professor Girafales, Bolaños como Doutor Chapatín e María Antonieta de las Nieves como a apresentadora. Gómez Bolaños havia observado a atuação de Valdés no filme El cuerpazo del delito (1968), donde ambos compartilhavam créditos como parte do elenco, enquanto María Antonieta tinha entrado para Los supergenios após substituir Bárbara Ramson. Previamente, ela já tinha dublado em espanhol alguns personagens como Eddie Munster, de The Munsters, e Wednesday Addams, de The Addams Family.
Enquanto El ciudadano Gómez funcionava como uma sátira da política mexicana, Los supergenios consistia em uma paródia dos programas informativos, onde três personagens respondiam à perguntas lidas por María Antonieta que abordavam temas populares do momento. Devido o sucesso de Los supergenios, os produtores da rede concordaram em estendê-lo como programa independente que foi ao ar por dois meses.
Apesar do êxito de Los supergenios, seu criador decidiu cancelar. Em seu livro biográfico Sin querer queriendo, o comediante também revelou:
| “                       | Havia um motivo forte: a constituição do esquete [Los supergenios de la mesa cuadrada] exigia que muitas brincadeiras fossem apropriadas ao momento, de modo que funcionaria muito bem em um programa como Sábados de la fortuna que se apresentava ao vivo, por isso permitia a menção de pessoas e acontecimentos atuais, porém perdeu essa característica quando o produto foi armazenado durante duas ou três semanas para constituir a reserva necessária de capítulos. | ” |
| — Roberto Gómez Bolaños | |   |

Los supergenios mudou de nome para Chespirito, um novo programa formado por vários segmentos cômicos, entre eles El Chapulín Colorado, Los Caquitos e Pancada Bonaparte (onde neste, Bolaños protagonizava novamente com Aguirre).

### Roteiro e personagens
"Eu nunca quis que as pessoas acreditassem que éramos crianças, mas aceitassem que éramos adultos interpretando crianças."

Roberto Gómez Bolaños.
Bolaños elaborou um esboço de El Chavo sem seguir uma cronologia com outra história, um garoto pobre de oito anos discutia com um vendedor de balões num parque. Ele interpreta a criança, enquanto o outro personagem recairia a Valdés.
| “                                | Quando [Gómez Bolaños] viu a aceitação [do público], descobriu que tinha elementos de comédia muito atrativos e escreveu novamente, mas com uma forma mais espontânea ainda [...] a palavra-chave foi colocá-los [os personagens] em uma vila. Houve um potencial maior e pouco a pouco o armou [o conceito central do programa]. | ” |
| — Filho de Roberto Gómez Bolaños | |   |

Os principais personagens da série com ausência de Quico. Da esquerda para a direita: Seu Barriga, Dona Florinda, Chaves (escorado no barril), Professor Girafales, Chiquinha, Seu Madruga e Dona Clotilde

Os seguintes episódios surgiram de uma maneira semelhante ao usar histórias que não tinham sido consideradas anteriormente. Contudo, queria separar os personagens das crianças até então, interpretados. De acordo com o livro biográfico de Bolaños, tudo foi um grande desafio, pois a graça seria a de uma criança, ou seja, de uma forma inocente e ingênua. O conteúdo de El Chavo estaria dirigido ao público adulto. Sua filha Marcela Gómez Fernández revelou que vários gestos do protagonista vieram dela e de seus irmãos quando pequenos. Em opinião de Roberto Gómez Fernández, filho de Bolaños, seu pai tentou encontrar valores universais infantis, com personagens que poderiam ter várias contradições e elementos opostos, assim que surgisse a comédia. Ele acrescentou que o personagem conhecido como Chaves do 8, tinha esse nome porque a série era transmitida no canal 8. Gómez Bolaños revelou então que, também, era conhecido assim por morar no apartamento número oito, e não no barril que servia apenas de esconderijo.
O personagem de Don Ramón (Seu Madruga, no Brasil) era um indivíduo preguiçoso, ignorante e endividado, entretanto, simpático. Enquanto sua filha Chilindrina (Chiquinha, no Brasil), tem a aparência física semelhante a Chaves, contudo travessa e mais inteligente que ele. Para dar esta impressão, optaram por colocá-la como uma menina sem dentes e que usava óculos. Inclusive, deram a ela um sentido de liderança sobre as demais crianças da vila. Seu nome provém de um pão típico no México que possui sementes de gergelim, reminiscência de vários trajes contidos no vestuário de Chiquinha. Dona Florinda era um estereótipo de uma mulher de meia idade que acredita não pertencer à mesma classe social dos demais inquilinos da vila, e sua sobrinha Pópis, fanhosa, era conhecida como infantil e mimada. O termo Dona se dava à conotação de um bom nível social, segundo o escritor. O personagem Quico, por sua vez, funcionava como o oposto das qualidades do protagonista: caprichoso, teimoso, mimado e invejoso. Seu nome original é Federico (Frederico, no Brasil), que veio do adjetivo rico, uma de suas principais características. Porém, ficou conhecido por seu pseudônimo. Os trajes do garoto eram herdados do seu pai, que era marinheiro e morreu em alto mar. Em uma entrevista, seu intérprete Villagrán disse que Enrique Segoviano havia proposto vários bordões e movimentos característicos de seu personagem, incluindo o choro.
O professor Girafales (Jirafales no original), junto com o irregular Doutor Chapatin, já fez aparições em quadros e esquetes de Los supergenios, e sua personalidade não modificou-se muito entre as séries. A diferença era que em Los supergenios, Girafales não era um professor escolar e em El Chavo del Ocho, adaptou o título de mestre e se apaixonou por Dona Florinda. Entretanto, em ambas, era um sujeito intelectual, educado e formal. Aguirre, o intérprete do professor, sugeriu utilizar a expressão "Ta, ta, ta, taaaaa, tá!" ao recordar que um de seus educadores, Celayo Rodríguez, emitia essa expressão quando nervoso. Foi criado adicionalmente, o senhor Barriga, dono da vila que é incomodado pelas crianças toda vez que chega para cobrar o aluguel de seus inquilinos. Era gordo e tinha um filho parecido com ele, o Nhonho (ou Ñoño), ambos tinham esses nomes por causa da aparência física. Dona Clotilde, apelidada de Bruxa do 71 por causa da forma de se vestir, era conhecida como uma senhora agitada e solteira. Por fim, tinha Godinez que era o menos estudioso de todas as crianças.

### Erro na data de estreia
Várias fontes, incluindo a Televisa e o Grupo Chespirito (empresa criada pela família de Bolaños para administrar o legado dele), dizem que Chaves estreou na televisão no dia 20 de junho de 1971. Porém, há várias evidências que desmentem isso. Chaves surgiu primeiro como uma esquete ou quadro do Programa Chespirito, que era exibido às quintas-feiras. Mas o dia 20 de junho de 1971 foi um domingo, logo a estreia não poderia ter sido nesse dia. Além disso, segundo o próprio Roberto Gómez Bolaños em entrevistas, ele e Rubén Aguirre faziam a esquete Los Chifladitos e, após Rubén decidir sair temporariamente do programa, o que impossibilitou que Chespirito continuasse com essa esquete, ele decidiu criar o Chaves para substituir os Chifladitos. Segundo reportagens da época, a saída de Rubén do programa ocorreu no início de 1972, não em 1971. As reportagens da época também apontam que a primeira esquete de Chaves teria sido exibida em março de 1972 - o dia exato é desconhecido. Para completar, o próprio Chespirito já disse em entrevistas que a primeira exibição de Chaves como esquete foi em março de 1972. Portanto, todas as evidências apontam que Chaves foi exibido pela primeira vez na televisão, ainda como esquete, em março de 1972, não no dia 20 de junho de 1971.

### Primeiras exibições e popularidade
Surgindo inicialmente como um quadro do programa Chespirito, El Chavo del Ocho obteve seu programa independente com meia hora de duração no horário nobre. Neste, Gómez Bolaños adquiriu outros cenários e acessórios para recriar a vila de onde habitam os personagens dos antigos esquetes e os novos atores contratados por audições. Além disso, Aguirre, María Antonieta de las Nieves e Valdés já tinham colaborado com Bolaños nos anos anteriores, principalmente em Los supergenios de la mesa cuadrada. O criador da série contratou Florinda Meza que anteriormente participava da série de comédia La media naranja, por meio de Aguirre, conheceu Carlos Villagrán, que atuava em um outro programa de outra rede. Particularmente, foi contratado uma vez que Gómez Bolaños observou um esquete onde interpretava um boneco ventrículo chamado Piloro e desde então, Villagrán inchava suas bochechas para proporcionar mais comédia em sua atuação. Bolaños comparou seu estilo humorístico com o do francês Henri Bergson e sua filosofia da "humanização do mecânico e da mecanização do humano". Villagrán colaborou também com o característico choro do Quico, herdado da personagem Lola Mento, de um programa chamado El club del Chori. Nacho Brambila, amigo de Gómez Bolaños, recomendou-lhe o médico Édgar Vivar para El Chavo. O próprio ator disse que sua integração havia sido algo totalmente sem planos, que era fascinado por cinema e teatro, entretanto nunca pensou em estar num projeto tão grande. Por outro lado, a espanhola Angelines Fernández já era conhecida por suas atuações no cinema. Outros atores que chegaram a participar ocasionalmente no programa foram Ofelia Guilmáin, Germán Robles, Héctor Bonilla, Rogelio Guerra, entre outros.
O primeiro capítulo de El Chavo del Ocho foi transmitido em 1972. O esquete mais antigo que se tem noção é El ropavejero. Neste aparece apenas Valdés, María Antonieta de las Nieves e Gómez Bolaños interpretam seus respectivos personagens, apenas no capítulo La fiesta de la buena vecindad aparecem alguns dos personagens principais restantes. Além disso, em Los muebles de don Ramón, o personagem Senhor Barriga adquiriu este apelido por ser referido como "el señor" e ter como Barriga, seu prenome. Nos 3 anos seguintes, El Chavo del Ocho conseguiu se expandir, sendo transmitido em outros países com altos índices de audiência.
Em 1972, era o programa de mais sucesso do canal 8, junto com El Chapulín Colorado, de modo que, no ano seguinte, o empresário Emilio Azcárraga Milmo convidou Gómez Bolaños para que El Chavo e seus outros programas fossem transmitidos nesta rede, passariam para o canal 2. Também lhe garantiu que ganharia mais neste local. O comediante aceitou sua proposta e o programa foi transferido. Em 1973, o canal 2 e o canal 8 se fundiram para dar lugar a Televisa. No mesmo ano, El Chavo e El Chapulín Colorado deixaram de ser esquetes do Programa Chespirito e se tornaram programas independentes, sendo exibidos pelo Canal de las Estrellas da Televisa.
Em 1973, o canal 13 (XHDF-TV) contratou María Antonieta de las Nieves para ser apresentadora do programa Pampa Pipiltzin. Sua ausência na série foi explicada por Don Rámon onde revelou que "tinha ido estudar em Guanajuato (Presidente Prudente, no Brasil) sob proteção de uma das tias". A maneira de solucionar sua saída foi colocar Pópis, uma garota fanha prima de Quico interpretada por Florinda Meza, a mesma intérprete de Dona Florinda. Após um ano, María Antonieta voltou para El Chavo, porém Meza continuou interpretando Pópis e Florinda.
De acordo com o jornal mexicano Excélsior, em 1975, a série era vista por mais de 350 milhões de telespectadores a cada semana, obtendo uma média de 55/60 pontos de audiência. O elenco começou a realizar turnês por outros países, onde atuavam e cantavam as músicas da trilha sonora. Visitaram várias casas de apresentação, tais como o Estadio Nacional de Chile e o Anfiteatro de la Quinta Vergara, o Poliedro de Caracas na Venezuela, o auditório Luna Park em Buenos Aires, Argentina e outros cenários do mesmo país como os estádios Malvinas Argentinas e Mario Alberto Kempes. Ainda fizeram diversas performances na América Latina, como no Peru, Panamá, Porto Rico, Estados Unidos, Honduras, El Salvador, Nicarágua, Costa Rica, Equador, Uruguai, Paraguai e Colômbia.

### Conflito com Villagrán e morte de Valdés

A Escolinha do Professor Girafales

Começaram a ocorrer alguns conflitos no elenco envolvendo Carlos Villagrán, o Quico. Segundo reportagens da época, os problemas começaram em 1976, quando Villagrán assinou um contrato de exclusividade com a gravadora EMI Capitol para gravar vários discos solos do Quico. Villagrán assinou o contrato sem avisar Chespirito antes, o que o incomodou, porque devido a isso Chespirito não pôde usar o Quico em um disco que todo o elenco gravou junto. Apesar disso, Chespirito permitiu que Villagrán gravasse os seus discos como Quico. Apesar desse conflito com o criador do programa, Villagrán permaneceu no programa até dezembro de 1978. Seu último episódio na série foi A Escolinha do Professor Girafales. No início de 1979, Carlos Villagrán deixou o programa para começar seu próprio espetáculo, ainda como o personagem Quico, com a autorização de Bolaños. No entanto, passado algum tempo, Villagrán considerou que o Quico era de sua autoria e processou Gómez Bolaños pelos direitos do personagem. O resultado do processo foi favorável a Chespirito. Mais tarde, o intérprete de Quico afirmou que sua saída do elenco se deu a problemas de "ciúme e inveja" entre os integrantes do elenco de El Chavo. O presidente da Televisa, Emilio Azcárraga Milmo, apoiou Roberto e, como Villagrán insistia em dizer que o Quico era dele e não de Bolaños, Azcárraga optou por cancelar o projeto de um programa independente do Quico na Televisa e vetou Carlos Villagrán em várias emissoras do México e da América Latina. Porém, o ator seguiu sua carreira com o personagem na Venezuela em 1981, após encontrar uma brecha nos direitos autorais e registrar o Quico em seu nome com outra grafia, "Kiko".
Nesta época, os produtores Valentín Pimstein e Fabián Arnaud pediram a Gómez Bolaños que ele escrevesse um roteiro para adaptação cinematográfica de El Chapulín Colorado e de El Chavo del Ocho. Este não quis, pois considerava que no caso de El Chavo, sua história se desenrolaria unicamente numa vila e também lhe resultaria um trabalho complicado já que teria que relatar uma trama inédita que nunca foi exibida e não poderia ser redundante com o que era mostrado na série, até então. Em seu lugar, foi ocupada a produção de El Chanfle, que contava com o mesmo elenco da série.
Pouco depois, em abril de 1979, Ramón Valdés abandonou o programa por motivos pessoais. Depois que Roberto Gómez Bolaños e Florinda Meza começaram a se relacionar em 1977, Roberto deixou a Florinda interferir na direção dos programas dele, o que causou incômodo em Ramón, que preferia receber ordens apenas de Roberto e não de Florinda. Além disso, Ramón estava precisando de dinheiro para quitar uma casa e pediu um empréstimo a Chespirito, mas ele não lhe deu o empréstimo. Ao mesmo tempo, Ramón recebeu um convite para trabalhar em um circo, onde iria ganhar o dinheiro que precisava. Por todos esses motivos, Ramón saiu do programa.  Após isto, Raúl Padilla foi contratado para integrar o elenco de El Chavo, interpretando o personagem Jaiminho. Chespirito também tornou a Dona Neves, bisavó da Chiquinha e também interpretada por Maria Antonieta de las Nieves, em um personagem fixo: a personagem passou a morar na vila e cuidar da Chiquinha, como fazia o Seu Madruga. Chespirito também criou um novo cenário, o restaurante da Dona Florinda. No início de 1980, a série como programa independente foi cancelada e Chespirito voltou com o Programa Chespirito. El Chavo continuou sendo exibido dentro desse programa, como uma esquete. Em 1981, Valdés voltou ao programa. Mas, segundo declarações de sua família, ele continuou incomodado com a interferência de Florinda Meza na direção. Então, em novembro do mesmo ano, Ramón saiu do programa em definitivo e, no ano seguinte, foi para a Venezuela, onde protagonizaria a série Federrico com Villagrán. Seis anos depois, em 1988, trabalhou novamente com ele em ¡Ah que Kiko!. Contudo, seu estado de saúde era crítico, pois foi detectado um câncer de estômago em 1985. Faleceu em 9 de agosto de 1988, aos 63 anos.

### Últimos episódios e briga com Antonieta
Por causa da saída de Villagrán e Valdés, Roberto Gómez Bolaños optou por criar um novo cenário, o restaurante da Dona Florinda e regravar alguns episódios passados, porém com pequenas alterações na história e nos diálogos, primordialmente substituindo Quico e Seu Madruga com novas cenas. O último episódio de meia hora de El Chavo del Ocho como série, foi transmitido no dia 7 de janeiro de 1980 (alguns consideram que o episódio final foi La Lavadora). Depois disso, Chaves voltou a ser um quadro do Programa Chespirito, que voltou ao ar em 1980. A última esquete de Chaves foi produzida uma década depois, em 12 de junho de 1992 como parte do programa Chespirito e se chama Aula de Inglês. Nessa esquete, as crianças tem uma aula de inglês na escola do Professor Girafales. Já a última esquete de Chaves ambientada na vila foi "Um Banho para o Chaves", exibida em setembro de 1991.  No total, foram transmitidos 292 capítulos. O fim da série se deu a idade avançada que Gómez Bolaños tinha durante este período (63 anos), o que criava dificuldades para interpretar uma criança e a problemas cardiovasculares de Edgar Vivar.
| “                        | Parei de fazer precisamente por isso, porque o pior erro que podemos cometer é deixar de evoluir. O ser humano é um produto de evolução e todos tem que ir trocando. | ” |
| — Roberto Gómez Bolaños. | |   |

Bolaños afirmou numa visita a Lima, no Peru, em 2008, que pensou em terminar a série El Chavo del Ocho num episódio em que Chaves morreria atropelado na tentativa de salvar uma criança, mas foi desencorajado por sua filha, por achar que acabaria influenciando crianças que assistiam a série a fazer o mesmo.
Em 1995, Bolaños ainda se vestiu como Chaves em um comercial para divulgar o seu livro O Diário do Chaves, que tinha acabado de ser lançado. Foi a última vez que ele se vestiu como Chaves.
Em 1995, logo após o fim do Programa Chespirito, a atriz María Antonieta de las Nieves queria continuar se apresentando como Chiquinha em outros projetos. Para fazer isso, María registrou a personagem em seu nome sem avisar Bolaños. Em 2000, Roberto descobriu isso e pouco depois iniciou um processo legal contra Maria, visando recuperar a personagem Chiquinha. Porém, a atriz ganhou o processo, porque o Instituto de Direitos do Autor entendeu que, como o registro de Roberto da Chiquinha estava vencido desde 1982, Maria podia sim registrar a personagem no nome dela. Em 2005, após se encontrar por acaso com Roberto em uma viagem a Miami e ter uma conversa amigável com ele, Maria acreditava que a briga entre eles na justiça iria terminar e que os dois voltariam a ser amigos. Contudo, a briga na justiça continuou, com Roberto recorrendo da decisão. Por causa dessa disputa judicial, em 2006, Chiquinha foi excluída da série animada. Em 2010, a imprensa mexicana chegou a dizer que Bolaños teria aberto mais um processo contra María Antonieta por suposto uso indevido da personagem, o que foi negado por Roberto Gómez Fernández, filho de Bolaños. Em 2013, Maria declarou que teria vencido o processo e passado a ser a dona da Chiquinha, mas a família de Bolaños negou e Roberto Gómez Fernández disse que iria continuar com o processo. O processo só acabou com a morte de Chespirito em 2014. A decisão anterior da justiça foi mantida, Maria ficou com os direitos da Chiquinha e somente em 2022 ela se reconciliou com Roberto Gómez Fernández.

## Produção
A direção e a produção da série recaíram a Carmen Ochoa e Enrique Segoviano, que previamente haviam colaborado com Gómez Bolaños em Chespirito. Em alguns episódios, o próprio criador aparece listado nos créditos como diretor cênico, junto com Segoviano. Mary Cabañas, Tere de la Cueva, Ersilia Anderlini e Norma Gutiérrez eram os assistentes de Ochoa e da equipe de produção, Luís Fabiano Macías servia como chefe de produção, Saltiel Peláez era o responsável pelo estúdio onde se gravava os episódios, enquanto Gabriel Vázquez era o diretor das câmeras. Por sua vez, havia três cinegrafistas para gravar um único episódio, entre eles, incluíam Andrés H. Salinas, José M. Carrillo, Jaime Sánchez e Armando Soto. Os cenários eram responsabilidade de Julio Latuff (nos episódios de 1976) e de Alicia Cázares (em 1979), Leopoldo Sánchez e Alberto García eram os assistentes de direção. Os episódios eram gravados nos estúdios 2, 8 e 5, da Televisa San Ángel, na Cidade do México, embora houvesse algumas exceções, tal como a viagem à Acapulco, onde as cenas foram gravadas no Hotel Acapulco Continental (atual Hotel Acapulco Emporio) e em algumas partes da cidade e da praia de Acapulco.
O vestuário dos personagens proviam da empresa Casa Tostado localizada na Cidade do México, a mesma especializada em aluguel de fantasias.
Uma característica marcante encontrada na maioria dos episódios são as trilhas de risadas, que podem ser ouvidas quando acontece alguma situação engraçada na história. Sobre este fato, Villagrán comentou: "Os gringos [estadunidenses] fizeram uma pesquisa mostrando que após os telespectadores escutarem a trilha após a fala, o riso é alcançado de maneira intensa. Então, nós usamos [...] as pessoas estavam acostumadas com isso".

### Sequência de abertura e de encerramento
A canção utilizada na sequência de abertura de El Chavo del Ocho é "The Elephant Never Forgets", composta pelo músico francês Jean-Jacques Perrey em 1970. Por sua vez, a letra desta melodia é baseada na obra "Las Ruinas de Atenas" de Ludwig van Beethoven. A sequência teve algumas variações após os anos, da forma que as cenas apareciam e o modo em que os atores eram mencionados. Consistia em cenas curtas para apresentar cada personagem e uma narração que citava o ator e sua interpretação na série. Porém, em 2009, Jean-Jacques Perrey descobriu que sua música era usada na abertura da série sem autorização e sem lhe dar os devidos créditos. Por isso, Perrey entrou com um processo na justiça contra a Televisa. Várias fontes na imprensa disseram que Chespirito também teria sido processado por Perrey mas, segundo os documentos do processo, Chespirito estava envolvido apenas indiretamente, tendo o processo sido movido não contra ele mas sim contra a Televisa. Em 2010, foi feito um acordo, que resultou em uma indenização de um milhão de dólares para Jean-Jacques Perrey.

### Acapulco
Um dos episódios de maior sucesso da série é o episódio Vamos Todos a Acapulco onde os personagens viajam para Acapulco. Foram gravados dois episódios de Chaves e um de Chapolin no Hotel Acapulco Continental. Os episódios foram gravados e exibidos em 1977. Algum tempo depois, surgiu um boato de que os episódios de Acapulco teriam sido os últimos episódios com Carlos Villagrán no elenco e que a música "Boa Noite Vizinhança", que toca no final do episódio, seria uma homenagem a Villagrán para marcar sua despedida da série, mas nada disso é verdade, tendo em vista que os episódios de Acapulco são de 1977 e Carlos Villagrán permaneceu no elenco até o final da temporada de 1978. O que houve foi que, no início de 1979, quando Villagrán saiu da série, a Televisa reprisou os episódios de Acapulco, fazendo com esse boato surgisse. Outro boato é de que o hotel onde foram gravados os episódios pertencia ao presidente da Televisa, Emilio Azcárraga Milmo e que ele teria pedido para Roberto Gómez Bolaños gravar episódios lá para promover seu próprio hotel. Tal informação também não é verdadeira pois Azcárraga não era dono do hotel, que na verdade pertencia ao vice-presidente da Televisa na época, Miguel Alemán Velasco. Anos depois, o hotel onde foram gravados os episódios foi vendido, teve reformas e mudou de nome, passando a se chamar Hotel Emporio Acapulco. Até hoje, fãs do seriado Chaves viajam ao hotel. Em 25 de outubro de 2023, a cidade de Acapulco foi atingida pelo furacão Otis, que causou destruição em vários lugares da cidade, incluindo o Hotel Emporio, que sofreu muitos danos.

## Exibição internacional
"Nunca pude imaginar que meus programas e minhas obras chegariam a ser conhecidos em todo o território de meu país... Menos ainda em todo o continente americano! E também na Europa, na Ásia e na África! Por que tudo isso aconteceu? Essa é uma pergunta que somente o público seria capaz de responder. Público ao qual desejo expressar minha infinita gratidão! Também agradeço aos demais personagens, que contribuíram para que eu jamais me distanciasse de meu propósito fundamental: divertir sem causar danos às pessoas, sem distinção de idade, sexo, raça ou nacionalidade."

Bolaños sobre a popularidade de El Chavo.
O primeiro país que transmitiu a série fora do México foi a Guatemala. Mais tarde, Porto Rico, República Dominicana e Equador e depois se espalhou por todo o Continente Americano e até chegou na Itália e Espanha. Países como China, Marrocos, Índia, Rússia, Japão, Coreia do Sul, Moçambique e Angola também têm indícios de exibições. Para Bolaños, a popularidade internacional da sitcom se deve ao sucesso de El Chapulín Colorado.
No Chile, teve sua primeira aparição, em 1977, pelo TVN, até 1986, antes do Megavisión. O único país latino-americano que não transmitiu a série foi Cuba.
No Brasil, recebeu o título de Chaves e começou a ser transmitido pelo SBT em 24 de agosto de 1984 dentro do programa TV Powww!. Tempos depois, após também passar pelo infantil Bozo, o seriado ganhou um horário próprio na grade do SBT devido ao grande sucesso. Até 2010, o SBT foi o único canal que exibiu a série no Brasil. Em 2010, os seriados da franquia Chespirito foram adquiridos pela Turner, que estreou as séries no Cartoon Network no dia 1 de novembro de 2010 às 20h e parou de exibir no dia 31 de dezembro de 2012 às 11h. Mais tarde, a Turner voltou a exibir os seriados em 2014 pelos canais Boomerang e TBS, estreando no Boomerang no dia 1 de julho de 2014 às 14h e no TBS dia 1 de agosto às 13h10, no qual permaneceram sendo exibidos até o ano de 2016. Em janeiro de 2018, a Globosat adquiriu os direitos de exibição de El Chavo e El Chapulín Colorado no Multishow. O canal transmitiu o restante dos episódios que, até então, eram inéditos na TV brasileira, além dos que já haviam sido dublados pelo SBT. A estreia no Multishow ocorreu em 21 de maio de 2018 às 23h e elevou a audiência do canal em 71%.
Em algumas ocasiões, Chaves assumiu a liderança de audiência no Brasil. Em junho de 1990, Chaves derrotou o Boletim da Copa no Jornal Hoje poucas horas antes do jogo Brasil x Escócia, levando a TV Globo a tentar comprar a série da Televisa para tirá-la do SBT. Em 2000, Chaves registrava audiências maiores do que a do programa Mais Você, obrigando a emissora carioca a alocar o programa de Ana Maria Braga para as manhãs, sendo inclusive alvo de críticas da própria apresentadora. Em 2001, a reprise de Roque Santeiro no Vale a Pena Ver de Novo foi derrotada pelo humorístico mexicano, levando a emissora a antecipar o seu final e até cogitar a extinção da faixa. Em julho de 2001, uma exibição especial do programa Você Decide, comandado por Susana Werner, fez a Globo perder para o entalado mexicano e durou apenas três semanas no ar, sendo substituída às pressas pela segunda reprise de A Gata Comeu, que recuperou parte dos índices perdidos do Vale a Pena Ver de Novo. Em 2006, o programa registrava vitórias regulares sobre o Globo Esporte. A Globo chamou Galvão Bueno para apresentar a atração.
Em julho de 2020, todas as emissoras que exibiam El Chavo no mundo inteiro tiveram que suspender a veiculação do seriado em suas grades de programação devido a impasses entre a Televisa e o Grupo Chespirito, titular dos roteiros dos episódios. Após quase cinquenta anos no ar, a série deixou de ser exibida no mundo inteiro devido a um problema entre a Televisa e a família de Roberto Gómez Bolaños, representada pelo Grupo Chespirito. As outras séries de Bolaños, El Chapulín Colorado e o Programa Chespirito também saíram do ar no mundo inteiro. Em janeiro de 2024, foi oficialmente anunciado que o SBT estava em negociações avançadas com a Televisa e o Grupo Chespirito para viabilizar o retorno dos seriados Chaves, Chapolin e Programa Chespirito à programação televisiva. As tratativas visavam não apenas a exibição na televisão, mas também a disponibilização das séries no serviço de streaming +SBT, cujo lançamento aconteceu em 19 de agosto de 2024. No entanto, o processo sequer chegou a ser finalizado.
Além disso, Florinda Meza também iniciou uma campanha na internet pedindo o retorno das séries de seu marido, chegando também a realizar uma consultoria jurídica em relação ao assunto, sempre atualizando seus fãs com o andamento do caso.
Mas, em 7 de setembro de 2024, o imbróglio entre o Grupo Chespirito e a Televisa chegou ao fim após uma longa rodada de negociações, causando assim o retorno gradual das séries em escala mundial. O primeiro país a anunciar a volta da série foi os Estados Unidos, através do canal UniMás, disponibilizando também todos os episódios na plataforma Vix a partir do dia 16 de setembro, enquanto que o regresso no canal estadunidense estava marcado para o dia 23 do mesmo mês. Logo depois, foi a vez do México anunciar a volta da série para o dia 16 de outubro através do Las Estrellas. No Brasil, o seriado retornou no dia 12 para outubro de 2024, reativando os acordos interrompidos com o SBT, Multishow e o Prime Video. Após quatro anos sem ser transmitido na televisão brasileira, Chaves foi exibido na tarde de sábado pelo SBT. O retorno do seriado garantiu à emissora a vice-liderança do horário e virou o assunto mais comentado no Twitter. Chaves atingiu o dobro da audiência que o SBT costumava marcar no horário em SP e mais que o dobro no Rio de Janeiro. 
Na noite do dia 25 de outubro de 2024, o SBT realizou uma transmissão ao vivo intitulada "Chaves Revelação", no canal oficial da emissora e do +SBT no YouTube, além dos canais Vila do Chaves e Fórum Chaves, administrados por Renan Garcia e João Victor, respectivamente, onde ambos participaram da live. O evento teve como objetivo divulgar o lançamento de alguns episódios de Chaves e Chapolin na plataforma de streaming gratuita +SBT, além de compartilhar atualizações sobre os seriados com o público brasileiro. Na ocasião, foi confirmado que o SBT exibiria um bloco especial com episódios do seriado Chaves em 2 de novembro de 2024, dentro do Feriadão SBT, em comemoração ao Dia das Bruxas celebrado em 31 de outubro. O bloco contou com episódios temáticos de Chaves e Chapolin exibidos no feriado de Finados.
Em 5 de novembro de 2024, o SBT anunciou nas redes sociais que Chaves retornaria permanentemente à grade diária da emissora a partir de 18 de novembro de 2024. O retorno do seriado resultaria na suspensão da reprise de As Aventuras de Poliana que já sofrera com baixa audiência, e demandaria negociações com as afiliadas que exibem a versão local do telejornal Tá na Hora no horário reservado ao retorno do seriado para alterarem a grade da programação, mas tudo mudou quando no dia 12 de novembro de 2024, faltando menos de 1 semana para o retorno na grade diária, o SBT comunicou à imprensa o cancelamento da nova programação, após as afiliadas negarem realocar o telejornal para outro horário, afirmando que está gerando bons índices de audiência.
Em 5 de dezembro de 2024, o site TV Pop confirmou o retorno do seriado Chaves à programação diária do SBT, com exibição prevista para começar em 9 de dezembro, de segunda a sexta-feira, no horário do almoço, para o SBT São Paulo e praças sem programação local, e, também, no horário nobre, após o SBT Brasil e antes de A Caverna Encantada, para alavancar a audiência da telenovela infantil que será exibida entre os seriados Chaves e Chapolin. A decisão faz parte de uma reformulação na grade da emissora, que incluiu o cancelamento de programas como Chega Mais e o quadro local Chega Mais Notícias, do Programa Raul Gil, da reprise da telenovela em exibição As Aventuras de Poliana, além da ampliação do Primeiro Impacto e a estreia de José Luiz Datena no telejornal Tá na Hora.
Até o dia 8 de dezembro, o SBT ainda não havia divulgado a nova grade de programação de 9 de dezembro no site da emissora, apenas no +SBT. Na mesma data do anúncio, foram divulgados breves trechos da chamada de retorno de Chaves, possivelmente devido a um erro técnico. Coincidentemente, uma chamada do seriado Chapolin também foi exibida no intervalo da telenovela A Caverna Encantada e durante a exibição do capítulo no ar.
Em 9 de dezembro de 2024, o SBT promoveu o retorno do seriado Chaves à sua grade diária de programação. A trama passou a ser exibida em dois horários: às 12h45, no SBT São Paulo, no canal simulcast do +SBT e praças sem programação local, e às 20h45, em rede nacional.
A partir de 10 de dezembro de 2024, o SBT passou a exibir a série Um Maluco no Pedaço no horário das 12h45, dentro do bloco SBT Séries. O programa começou a dividir a faixa com Chaves, alternando dias em que apenas Um Maluco no Pedaço era exibido com outros em que ambos os programas compartilhavam o horário. Essa mudança marcou o fim de uma grade exclusiva para Chaves no horário, que anteriormente era exibido para o SBT São Paulo e praças sem programação local.
Posteriormente, Chaves deixou de ser exibido no bloco SBT Séries, permanecendo apenas Um Maluco no Pedaço. Essa alteração ocorreu antes de uma reclassificação feita pelo Ministério da Justiça, em 27 de dezembro de 2024, que elevou a classificação indicativa de Chaves para "não recomendado para menores de 10 anos", restringindo sua exibição na TV aberta para horários após às 20h.
Desde o retorno de Chaves à programação em 9 de dezembro de 2024, o programa ganhou uma grade própria no horário noturno, sendo exibido nacionalmente às 20h45. A mudança consolidou a exclusividade de Um Maluco no Pedaço no horário das 12h45, onde anteriormente Chaves também era exibido.
Em 20 de janeiro de 2025, a Folha de S.Paulo publicou que Chaves vinha sendo a maior audiência diária do SBT no ano. Chaves tinha média de 4,1 pontos na grande São Paulo, enquanto o Programa do Ratinho e o SBT Brasil atingiam 4 pontos de audiência.
Desde 22 de junho de 2025, voltou a ser exibido também aos domingos, às 08h30. 
O seriado esteve disponível em outras mídias, como a Netflix e Prime Video, porém, deixou este último em 2020, após a Televisa e o Grupo Chespirito entrarem em um impasse, que fez a série deixar de ser exibida no mundo todo. Voltou a estar disponível no Prime Vídeo desde 28 de julho de 2025, em 200 episódios. 
Está disponível também no Globoplay desde 21 de julho de 2025, em 88 episódios, com uma nova dublagem encomendada pela Televisa. Voltou a ser reprisado novamente pelo Multishow, que já havia exibido a série de 2018 a 2020. 
Voltou a estar disponível na íntegra através da Netflix em 273 episódios comuns. 

### Classificação indicativa
Inicialmente teve classificação "livre para todos os públicos". Em 27 de dezembro de 2024, a série foi reclassificada pelo Ministério da Justiça para "não recomendado para menores de 10 anos", por apresentar drogas lícitas e violência fantasiosa (como bullying, exposição de pessoas em situações constrangedoras e atos de preconceito). A decisão foi publicada no Diário Oficial da União, e na noite do mesmo dia, o SBT, a única emissora que exibe Chaves na TV aberta no Brasil, apresentou a nova faixa de classificação indicativa no início da exibição.
| Ano                      | País           | Língua    | Emissora                        | Título                       |
| ------------------------ | -------------- | --------- | ------------------------------- | ---------------------------- |
| 1978—2020; 2024–presente | Argentina      | Espanhol  | Canal 9                         | El Chavo del Ocho            |
| 1978—2020; 2024–presente | Argentina      | Espanhol  | Magic Kids                      | El Chavo del Ocho            |
| 1978—2020; 2024–presente | Argentina      | Espanhol  | Telefe                          | El Show del Chavo / El Chavo |
| 2009—2020; 2024–presente | Bolívia        | Espanhol  | Bolivisión                      | El Chavo del Ocho            |
| 1984—2020; 2024–presente | Brasil         | Português | Sistema Brasileiro de Televisão | Chaves                       |
| 1984—2020; 2024–presente | Brasil         | Português | Cartoon Network                 | Chaves                       |
| 1984—2020; 2024–presente | Brasil         | Português | Boomerang                       | Chaves                       |
| 1984—2020; 2024–presente | Brasil         | Português | TBS Brasil                      | Chaves                       |
| 1984—2020; 2024–presente | Brasil         | Português | TLN Network                     | Chaves                       |
| 1984—2020; 2024–presente | Brasil         | Português | Multishow                       | Chaves                       |
| 1977—2020; 2024–presente | Chile          | Espanhol  | Televisión Nacional de Chile    | El Chavo del Ocho            |
| 1977—2020; 2024–presente | Chile          | Espanhol  | Megavisión                      | El Chavo del Ocho            |
| 1981—2020; 2024–presente | Colômbia       | Espanhol  | RCN                             | El Chavo del Ocho            |
| 2001—2020                | Costa Rica     | Espanhol  | Repretel                        | El Chavo del Ocho            |
| 1995—2020; 2024–presente | Equador        | Espanhol  | Gama TV                         | El Chavo del Ocho            |
| 1976—2004                | Espanha        | Espanhol  | La 2                            | El Chavo del Ocho            |
| 1994—2020; 2024–presente | Estados Unidos | Espanhol  | UniMás                          | El Chavo del Ocho            |
| 1994—2020; 2024–presente | Estados Unidos | Espanhol  | Galavisión                      | El Chavo del Ocho            |
| Década de 1980           | Itália         | Italiano  | Rete A                          | Cecco della Botte            |
| 1985—2018                | Paraguai       | Espanhol  | Trece                           | El Chavo del Ocho            |
| 1976—2020; 2024–presente | Peru           | Espanhol  | América Televisión              | El Chavo                     |
| 1977—2013                | Uruguai        | Espanhol  | Teledoce                        | El Chavo del Ocho            |
| 1976—2020; 2024–presente | Venezuela      | Espanhol  | Venevisión                      | El Chavo del Ocho / El Chavo |

### Quase saída em 2005
Em 2005, o SBT, que na época era o único canal que exibia Chaves no Brasil, decidiu não renovar o contrato de exibição da série com a Televisa. O motivo foi que a emissora mexicana passou a cobrar o triplo do valor de antes pela série. Com a não-renovação do SBT, a série iria deixar de ser exibida em todo o país.
O SBT inicialmente anunciou que iria tirar Chaves do ar no final de maio daquele ano (o contrato de exibição acabaria em junho); e substituí-lo pela novela mexicana Rebelde, que iria estrear no canal. Houve uma grande mobilização de fãs de Chaves em todo o Brasil, mandando e-mails ao SBT pedindo que não tirasse a série do ar e renovasse o contrato. Alguns outros canais da TV brasileira, entre eles a Globo, sondaram comprar a série.[carece de fontes?]
A Globo, segundo o que foi apurado na época, queria comprar o seriado não para exibi-lo, mas para tirá-lo do SBT. Depois disso, e com a mobilização e pedidos dos fãs, o SBT mudou de ideia, renovou o contrato com a Televisa e continuou exibindo Chaves. Por causa disso, a estreia de Rebelde foi adiada e só veio a ocorrer no SBT em 15 de agosto de 2005.

## Música
De início, a trilha sonora de El Chavo del Ocho foi produzida por Ángel Álvarez, Luis A. Diazayas, René Tirado e Alejandro García. Em alguns capítulos, usaram melodias para determinar ênfase em cenas, tais como, "The Second Star to the Right", composta originalmente da animação de 1953, Peter Pan, e o tema de Dona Florinda e Professor Girafales, "Tara's Theme" (usado somente na versão Brasileira) original do filme E o Vento Levou.
Em 1977, a Polydor Records, que é subsidiária da Universal Music Group, distribuiu o disco LP Así cantamos y vacilamos en la vecindad del Chavo, com canções inclusas em diversos episódios. O disco contém dez músicas no total, com duração de uma hora, entre elas, La vecindad del Chavo (também conhecida como ¡Qué bonita vecindad!). Três anos depois, em 1980, foi lançada outra série de três discos denominada Síganme los buenos a la vecindad del Chavo, também com melodias de El Chapulín Colorado. Em 1981, El Chavo canta Eso, eso, eso…! foi distribuído com dez canções pela PolyGram.
Várias destas canções possuem a letra que se refere a um tema específico, de acordo com o capítulo para qual se destina. Tal como, "Gracias Cri-Cri" é destinado a Francisco Gabilondo Soler, músico mexicano que ficou conhecido pelo pseudônimo cri-cri, catalogado como "o mais importante cantor e compositor mexicano para crianças".
No Brasil, foi lançado um LP em 1989, produzido por Mário Lúcio de Freitas, com seis versões e quatro canções brasileiras: "Kiko", "Chiquinha", Madruga", e "Aí vem o Chaves", que passou a ser abertura da série no SBT.

## Elenco
Roberto Gómez Bolaños, mais conhecido como Chespirito, interpreta o garoto órfão Chaves, pobre, distraído e lento, mas criativo e bem intencionado. Aos oito anos de idade, é um pouco ingênuo, passa a maior parte do seu tempo dentro de barril, ninguém sabe seu nome verdadeiro, por isso o chamam de El Chavo, gíria mexicana que significa "moleque". Quico ou Frederico Mátallas Callando y Corcuéra (Carlos Villagrán) é um menino de nove anos, com bochechas enormes, mimado e superprotegido, além de arrogante, manipulador e invejoso, embora tenha um bom coração. Vive com a ilusão de receber uma bola quadrada e veste um traje de marinheiro, em homenagem ao pai que foi engolido por uma baleia. María Antonieta de las Nieves interpreta a sardenta e esperta Chiquinha (ou Chilindrina "Francisca") e sua bisavó Dona Nieves ou Nieves Frías de Lemón Aguado. Seu Madruga (Ramón Valdés) vive fugindo das cobranças de 14 meses de aluguel, é pai de Chiquinha, está sempre de mau humor por ser alvo das travessuras das crianças e tem um primo chamado Seu Madroga ou Don Román (Germán Robles). Florinda Meza interpreta a romântica, antissocial, impaciente e mal-humorada Florinda Corcuéra y Villalpando viúva de Federico Mátallas Callando ou apenas, Dona Florinda e sua sobrinha egoísta Pópis. Edgar Vivar interpreta o estudioso Nhonho ou Febronio Barriga Gordorritúa e seu pai Zenón Barriga y Pesado, o dono da vila. Horácio Gómez Bolaños interpreta o distraído e solitário Godinez, que é o pior aluno da sala de Professor Girafales (Rubén Aguirre). Clotilde ou Bruxa do 71 (Angelines Fernández) era uma senhora que se vestia como uma bruxa e era apaixonada por Madruga, onde brigava seu amor por Glória (Maribel Fernández, Olivia Leyva e Regina Torné), que vivia com sua sobrinha Paty (Patty Juárez, Rosita Bouchot e Ana Lilian de la Macorra). Mais tarde, Clotilde se apaixonou pelo carteiro Jaiminho (Raúl Padilla). Seguidos da prima de Chiquinha, Malicha (María Luisa Alcalá) e do ladrão Furtado (José Antônio Mena e Ricardo de Pascual).

### Dublagem
No Brasil, a dublagem clássica de El Chavo del Ocho aconteceu nos estúdios TVS, entre 1984 e 1986 e Marshmallow, de 1988 a 1992, com direção de Mário Lúcio de Freitas e tradução de Nelson Machado. Nas edições para DVD, lançados em 2005 pela Amazonas Filmes, os episódios selecionados foram redublados pelo Studio Gábia. Em 2012, o SBT recebeu um novo lote com episódios inéditos e encarregou a Rio Sound pela nova dublagem. Após a compra dos direitos de exibição pelo Grupo Globo em 2018, a Som de Vera Cruz ficou responsável por dublar os episódios restantes entregues pela Televisa. Nem todos os dubladores que participaram da dublagem clássica aceitaram dar suas vozes aos personagens posteriormente, com exceção dos já falecidos e da dublagem de 2018.
| Personagem                               | Dublador            | Nota      |
| ---------------------------------------- | ------------------- | --------- |
| El Chavo (Chaves)                        | Marcelo Gastaldi    |           |
| Quico                                    | Nelson Machado      |           |
| Don Ramón (Seu Madruga)                  | Carlos Seidl        |           |
| La Chilindrina (Chiquinha)               | Sandra Mara Azevedo | 1984–1988 |
| La Chilindrina (Chiquinha)               | Cecília Lemes       | 1990–1992 |
| Doña Florinda (Dona Florinda)            | Marta Volpiani      |           |
| Profesor Jirafales (Professor Girafales) | Potiguara Lopes     | 1.ª voz   |
| Profesor Jirafales (Professor Girafales) | Osmiro Campos       | 2.ª voz   |
| Doña Clotilde (Dona Clotilde)            | Helena Samara       |           |
| Señor Barriga (Senhor Barriga)           | Mário Vilela        |           |
| Ñoño (Nhonho)                            | Mário Vilela        |           |

## Episódios
El Chavo teve, entre 1973 e 1980, 312 episódios exibidos, sendo que 273 são distribuídos atualmente pela Televisa, enquanto os outros 39 são considerados "perdidos mundialmente". Desses 39, por sua vez, quatro são exibidos apenas no Brasil pelo SBT e pelo Multishow; são eles "Muitas marteladas — parte 2" (1974), "Ser pintor é uma questão de talento — parte 1" (1976), "Um festival de vizinhos — parte 2" (1976), e "Errar é humano — parte 1" (1978). Gravações caseiras de alguns dos episódios perdidos podem ser encontradas em sites de vídeos na internet.
| Temporada | Episódios | Período de exibição original | Período de exibição original |
| Temporada | Episódios | Estreia                      | Final                        |
| --------- | --------- | ---------------------------- | ---------------------------- |
| 1         | 33        | 26 de fevereiro de 1973      | 31 de dezembro de 1973       |
| 2         | 37        | 7 de janeiro de 1974         | 23 de dezembro de 1974       |
| 3         | 36        | 6 de janeiro de 1975         | 10 de novembro de 1975       |
| 4         | 41        | 5 de janeiro de 1976         | 27 de dezembro de 1976       |
| 5         | 42        | 31 de janeiro de 1977        | 5 de dezembro de 1977        |
| 6         | 39        | 6 de março de 1978           | 11 de dezembro de 1978       |
| 7         | 49        | 29 de janeiro de 1979        | 7 de janeiro de 1980         |

## Recepção
O seriado se tornou rapidamente o programa de maior sucesso do Canal 2, sendo um dos primeiros programas a registrar níveis tão altos de audiência a ponto de superar a conquistada pelo Canal 8, porém em seus primeiros capítulos, era considerado "uma série vulgar e fútil, apenas com boa estrutura e dramatização". Na Colômbia, o governo tentou proibir sua exibição por considerar "alienante", enquanto que no Brasil, alguns executivos e funcionários do SBT o classificaram como "não recomendado para menores de dez anos". Gómez Bolaños retrucou que "o programa não é dirigido ao público infantil, é claro que existem crianças que procuram esses programas, pois há um núcleo que as crianças se identificam. É uma falta de senso crítico esses adultos que pensam que os humorísticos não são para crianças e preferem sintonizar apenas nos educativos".
Um dos temas que recebeu mais críticas foi a violência explícita. Numa pesquisa no Equador, em 2008, cerca de 1 800 pais concluíram que os golpes de Florinda e Madruga, que também castiga as crianças por travessuras, são péssimas influências para os telespectadores mirins. Patricia Ávila Muñoz, da revista espanhola Sphera Pública, determinou que "o humor da série desvia o olhar familiar para os personagens (preguiçosos e sem graça) que são ridicularizados por crianças" e a comparou com The Simpsons: "apresenta uma das reflexões da sociedade, [mas] minimiza problemas sociais". O escritor mexicano Fernando Buen Abad considerou que "El Chavo" utiliza o terrorismo da mídia, concentrando-se no direito de proporcionar entretenimento para um público onde uma criança órfã de oito anos expõe a violência". A personagem Pópis, cuja característica marcante é sua voz fanhosa, não satisfez um pai que enviou uma carta para Bolaños reclamando que seu filho sofria assédio na escola devido a voz da personagem.
Outra das críticas feitas ao seriado é que a série apresenta muitas situações politicamente incorretas, como um professor que fuma enquanto dá aula, adultos agredindo fisicamente crianças e bullying corriqueiro entre os personagens. Em 2012, segundo declarações de seu filho Roberto Gómez Fernández, o próprio Roberto Gómez Bolaños admitiu que havia bullying na série, citando como exemplo o Nhonho, que é feito motivo de piada por ser gordo. Bolaños disse que, na época que os programas foram feitos, era muito comum fazer piadas com as características físicas das pessoas mas que isso mudou, que está ciente das consequências que isso pode causar e que não criaria hoje em dia personagens vítimas de bullying. Além disso, o ator Edgar Vivar também admitiu que havia bullying na série.
Por outro lado, El Chavo também recebeu críticas positivas: Paulo Ramírez, escritor do diário El Mercurio, comentou que "o personagem Chaves é um desses impecáveis que deixam a série com brilho", em sua análise, ele destacou que "a série tem situações universais, em que qualquer um pode se identificar facilmente, independente da raça, cor, sexo ou nacionalidade com uma graça impressionante". Em 2010, o presidente do Equador, Rafael Correa, expressou que o seriado é "o melhor programa da televisão" e elogiou o enredo, as personagens e suas atuações, principal Carlos Villagrán. A escritora brasileira Ruth Rocha destacou o tema universal em uma visão infantil: "o melhor programa infantil é o Chaves, pode ser pobre, feio, mas quem escreve aquilo é inteligente. Chaves é circense. As crianças se identificam com os diálogos, os trocadilhos, as cenas de pastelão e com o personagem-título, que se comporta exatamente como elas. É uma atração simples e divertida, que não faz mal a ninguém.". O vlogueiro Felipe Castanhari, do canal Nostalgia, comentou que a série ensina valores da vida e vai além do humor.
Brendan Koerner, da revista online estadunidense Slate, comparou o gênero da série e o cenário principal (a vila) com o musical You're a Good Man, Charlie Brown, de 1967. Além disso, Koener disse que "a população hispânica que mora nos Estados Unidos assiste à série por uma nostalgia que está passando de geração para geração". Semelhante à sua opinião, Carolina Sanín, da revista eletrônica Arcadia, mencionou que "graças à estrutura do humor o programa se tornou um dos mais memoráveis".

## Prêmios e indicações
| Ano  | Prêmio                                                     | Categoria                                      | Indicação         | Resultado | Ref.                  |
| ---- | ---------------------------------------------------------- | ---------------------------------------------- | ----------------- | --------- | --------------------- |
| 1973 | El Heraldo de México                                       | Melhor Programa Humorístico                    | El Chavo del Ocho | Venceu    | [ 7 ] [ 169 ]         |
| 1997 | Mexican Cinema Journalists Awards (Special Silver Goddess) | Conjunto da Obra                               | Chaves            | Venceu    | [ 170 ]               |
| 2004 | Premio Qualitas de la Asociación a Favor de lo Mejor       | Melhor Programa de Entretenimento em Televisão | El Chavo del Ocho | Venceu    | [ 7 ] [ 171 ] [ 172 ] |
| 2007 | Principios                                                 | Melhor Conteúdo de Televisão                   | El Chavo Animado  | Venceu    | [ 173 ]               |

### Distinções
| Ano  | Prêmio                     | Indicação         | Distinção                                                               | Ref.   |
| ---- | -------------------------- | ----------------- | ----------------------------------------------------------------------- | ------ |
| 2001 | Qué Pasa                   | El Chavo del Ocho | 40 programas de maior destaque da televisão chilena nos últimos 40 anos | [ 85 ] |
| 2011 | Televisa Consumer Products | Franquia El Chavo | Marca mais produtiva da empresa                                         | [ 17 ] |

## Legado
"Em regra geral, o público aplaude facilmente o que é grosseiro, e no Brasil aplaudem o inteligente. Isso quer dizer que é um público inteligente. E isso me deixa muito orgulhoso".

—Roberto Gómez Bolaños

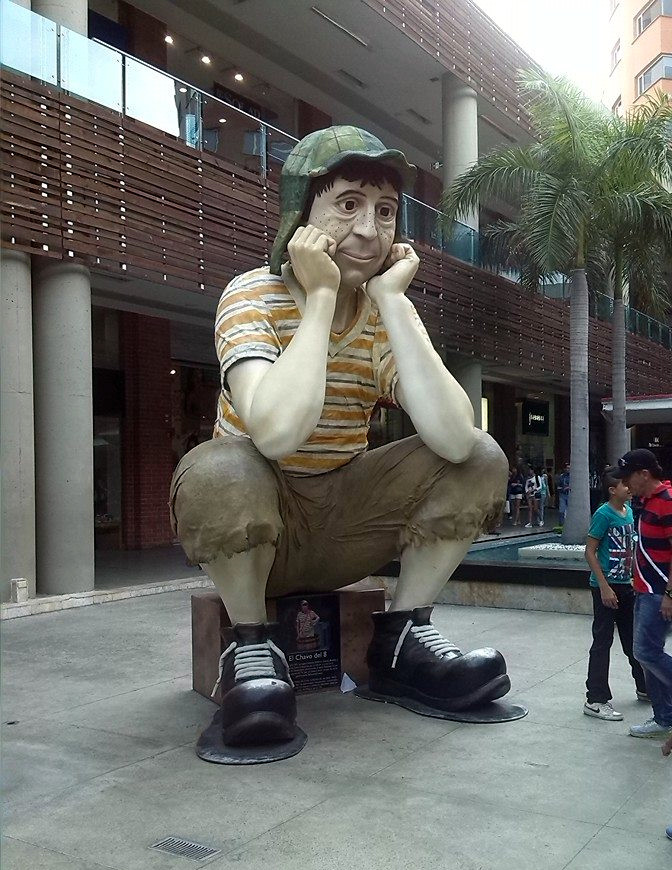
Uma estátua do Chaves em Cáli, Colômbia

A popularidade da série permitiu que vários atores realizassem apresentações em circos nacionais e internacionais: um exemplo disso são as atuações de Ruben Aguirré, que fez sucesso entre as décadas de 1970 e 2000; de Villagrán nos anos 1990; de Antonieta, que ganhou êxito nas décadas de 2000 e 2010; entre outros. Por sua vez, o criador se tornou um ícone de entretenimento a partir da fama de El Chapulin Colorado e El Chavo del Ocho.
Após o término do seriado, Gómez Bolaños continuou como escritor e roteirista de outras produções. Vivar foi indicado para o filme El orfanato (2007) e para telenovela Para volver a amar (2010). O ator considerou que seu sucesso como Senhor Barriga o ajudou em sua carreira e mencionou que: "El Chavo é uma nostalgia... lembro-me do tempo que viajei e conheci muitos lugares. Foi um luxo, um período fantástico que nem todos têm a oportunidade de vivenciar, mas a série me ajudou nisso".
A sitcom continua sendo transmitida em vários países: entre eles, Brasil, Estados Unidos e México. De acordo com a escritora Julia Burg, o sucesso do programa foi tão grande que "os episódios podem se repetir várias vezes e ainda rimos das piadas... e as crianças sempre levam consigo a moral de cada um [dos capítulos]". A revista estadunidense Forbes avaliou que suas retransmissões o levaram a ser um dos programas mais bem-sucedidos da história da televisão. No Brasil, vários comentaristas fizeram campanhas para o SBT reexibir a série, em 2003.
Em 2012, para marcar o quadragésimo aniversário da estreia do programa, o criador Roberto Gómez Bolaños foi homenageado no Auditorio Nacional com a presença de dez mil pessoas: entre eles, os artistas Juan Gabriel, Xavier López e Thalía. O personagem Jaiminho foi reconhecido com uma estátua de bronze no município mexicano de Tangamandápio, a cidade natal do carteiro.
Em 2017, a websérie Mônica Toy lançou os curtas Chave do Amor e A Buzina em homenagem à Chaves e Chapolin.
No dia 23 de agosto de 2019, estreou a apresentação teatral "Chaves - Um Tributo Musical", no Teatro Opus localizado no Shopping Villa-Lobos em São Paulo, Brasil, como uma homenagem à vida e obra de Roberto Gómez Bolaños, tendo o ator Mateus Ribeiro no papel de Chaves e um roteiro inédito por Fernanda Maia. Em 30 de junho de 2022, estreou em São Paulo o espetáculo Chaves - Uma Aventura no Circo, mais uma homenagem ao seriado Chaves e feito pela mesma equipe de Chaves - Um Tributo Musical.

## Marketing
El Chavo passou a ser uma das marcas que permitiram, à Televisa, ampliar suas ofertas, expandindo companhias de mídia de outros países. A estratégia de merchandising do programa refletiu em suas retransmissões e no preço do uso dos direitos autorais das personagens. Em 1974, começou a comercialização de revistas em quadrinhos na América Hispânica. A estreia da série animada, em 2006, permitiu o lançamento de novos produtos baseados em seus personagens: o McDonald's distribuiu uma linha de brinquedos, a série de cereais Kellogg's criou mochilas, estojos, marcas alimentícias, jogos e animações em DVD, calçados, máquinas de banda desenhada, entre outros. Em 2011, reconheceu El Chavo del Ocho como uma das marcas mais bem-sucedidas.
Em 1995, foi lançado o livro El diario del Chavo del Ocho, escrito pelo próprio autor da série e publicado pela editora Santillana em duas versões: inglesa e castelhana. A obra contém a biografia do próprio Chaves em primeira pessoa e sua vivência com as pessoas da vila. Em 2006, começou a transmissão de El Chavo, La Serie Animada, sendo considerado um "popular mexicano" pela emissora. Sua quinta temporada estreou em abril de 2012, ainda com boa audiência. No início de 2012, um jogo homônimo para Wii, produzido pelo estúdio Kaxan Games e publicado por Slang.
No Brasil, foram lançados diversos livros com conteúdos relacionados ao seriado: entre eles, Seu Madruga - Vila e Obra, segundo livro escrito por Pablo Kaschner. O "livro-homenagem", como o próprio autor descreve, apresenta dados biográficos de Ramón Valdés, ator mexicano que eternizou Seu Madruga, além de uma análise sobre o perfil do personagem. Kaschner descreve características de Seu Madruga presentes nos episódios que o apontam como uma espécie de "Macunaíma mexicano", um sujeito pícaro, que não paga os aluguéis, foge do trabalho e sempre tenta se dar bem. Além disso, o livro traz curiosidades, entrevista com dubladores, quiz, ilustrações e fotos inéditas do personagem e do seriado. Chaves: Foi sem Querer Querendo?, o primeiro livro a abordar a série, possui entrevistas com fãs, atores da série, humoristas consagrados, diretores de televisão, psicanalistas e psicólogos, que explicam o sucesso da série. Entre outras curiosidades, o livro desvenda como foi a chegada das fitas ao Brasil. Escrito pelos jornalistas Luís Joly, Fernando Thuler e Paulo Franco, foi lançado pela Matrix Editora em 2005. Foi produzido um jogo eletrônico não oficial sob o título de Street Chaves, remontagem do jogo de luta Street Fighter. Em 1990, a Editora Globo lançou a revista em quadrinhos do seriado, assim como a do seriado El Chapulín Colorado, ilustradas por Sergio Morettini e Eduardo Vetillo. As edições permaneceram até meados da década.
Em 2011, como parte das comemorações de seus 30 anos, o SBT decidiu fazer uma versão brasileira do seriado, que é um dos principais produtos de audiência da emissora. O episódio especial foi exibido no dia 19 de agosto e contou com Renê Loureiro interpretando Chaves, Zé Américo interpretando Quico, Marlei Cevada interpretando Chiquinha, Felipe Levoto interpretando Seu Madruga, Lívia Andrade interpretando Dona Florinda, Carlos Alberto de Nóbrega interpretando Professor Girafales, Ratinho interpretando Senhor Barriga e Christina Rocha interpretando Dona Clotilde.
Em janeiro de 2019, o programa Tá no Ar, da TV Globo, exibiu uma paródia do seriado. Na paródia, os personagens da vila do Chaves são confrontados por um capitão, baseado no então presidente do Brasil Jair Bolsonaro, interpretado por Marcelo Adnet. Mas essa paródia foi reprovada pelo Grupo Chespirito, que disse em comunicado: "O Grupo Chespirito não aprova, nem compartilha das opiniões ou pensamentos apresentados no esquete do ‘Chaves’ exibido no programa ‘Tá no Ar’. Respeitamos as correntes de pensamento e a liberdade de expressão, no entanto não nos associamos a qualquer opinião e conceito geral e político expressado pelos atores caracterizados como os personagens do ‘Chaves'. Por fim, queremos agradecer o carinho compartilhado pelo público brasileiro, sempre tão apaixonado pelos personagens de Roberto Gómez Bolaños".
Em 2 de agosto de 2024, a Ypê lançou uma campanha publicitária que trouxe uma nova versão da série Chaves, com um elenco de dublagem brasileiro e as vozes originais dos personagens. Para essa campanha, a empresa introduziu novas situações envolvendo os personagens da série, preservando a autenticidade e o charme do programa. A escolha do elenco de dublagem original, composto por Daniel Müller, Nelson Machado, Carlos Seidl, Cecília Lemes, Marta Volpiani, Arlete Montenegro, Mauro Ramos e Flávio Dias, atraiu tanto os fãs antigos quanto novos espectadores.
Outro exemplo recente ocorreu em 10 de setembro de 2024, quando a Samsung lançou uma campanha publicitária baseada no episódio "A Casa da Bruxa" de 1976, em parceria com o Grupo Chespirito. No comercial, inspirado pelo episódio em que Seu Madruga pede para Chiquinha levar um jornal até a casa da Dona Clotilde, a Samsung usou esse enredo para divulgar a SmartThings, um aplicativo que controla dispositivos domésticos e torna a casa mais inteligente. No comercial, Chaves e Chiquinha entram na casa da Dona Clotilde e se assustam com a tecnologia, achando que era "bruxaria", mas na verdade era ela controlando a casa com o aplicativo. O elenco de dublagem brasileiro incluiu João Victor Trascastro como Chaves, a dubladora original Sandra Mara Azevedo como Chiquinha e Patrícia Scalvi como Dona Clotilde. Já no comercial original, os atores Matias Navarro, Mariana Pirolo e Alejandra Daniels interpretaram os personagens. A campanha foi criada pela Cheil Brasil e gravada em espanhol, com dublagem em português.